# Souk El Jazzarine
Le souk El Jazzarine (arabe : سوق الجزارين soit « souk des bouchers ») est l'un des souks de la médina de Sfax, désormais disparu. Il jouait le rôle d'abattoir pour la médina.

## Localisation
Occupant une petite placette à proximité de Bab Jebli, dite Rahbet Ethabh (رحبة الذبح), le souk El Jazzarine constituait l'abattoir de la médina. Son emplacement d'origine se situait entre le fondouk El Haddadine, le souk El Haddadine et le souk Es Sabbaghine, qu'il alimente en matières premières animales (laine, peaux d'animaux, etc.),.

## Évolution
Avec l'évolution de la médina, le souk change d'emplacement en migrant vers l'extérieur de la médina, en face de Bab Jebli. Il occupe alors une zone entre le souk El Omrane et le souk El Mahsoulat, avant que la municipalité ne l'annexe à ce dernier en 1960.

## État actuel
Aujourd'hui, le souk n'existe plus. Son emplacement d'origine fait partie d'un marché de légumes qui évolue sur les traces du souk Es Sabbaghine. Les boucheries se sont réparties entre le souk Kriaa et les anciennes boutiques du souk El Fakkahine. L'abattage du bétail se fait dans un abattoir plus moderne dans le quartier colonial de Bab El Bhar.